# Vak upp, min själ, och var ej sen
Vak upp, min själ, och var ej sen är en gammal morgonpsalm i elva verser, införd redan i 1695 års psalmbok. Texten är skriven av Haquin Spegel 1686 och bearbetades av Johan Olof Wallin 1814.
Enligt 1697 års koralbok är melodin densamma som för psalmen Du morgonstjärna mild och ren (1695 nr 131) och Vår tid är ganska flyktig här (1695 nr 137), vilket med stor sannolikhet innebär att det är en melodi av Philipp Nicolai från 1599 som används till psalmen Var hälsad, sköna morgonstund, vars tonsättning kallas "Koralernas drottning"..

## Publicerad som
- Nr 360 i 1695 års psalmbok under rubriken "Morgon-Psalmer".
- Nr 430 i 1819 års psalmbok under rubriken "Med avseende på särskilda personer, tider och omständigheter: Morgon och afton: Morgonpsalmer".
- Nr 724 i Sionstoner 1935 under rubriken "Morgon och afton".
- Nr 430 i 1937 års psalmbok under rubriken "Morgon".